# Bisdom Civita Castellana
Het bisdom Civita Castellana (Latijn: Dioecesis Civitatis Castellanae; Italiaans: Diocesi di Civita Castellana) is een in Italië gelegen rooms-katholiek bisdom met zetel in de stad Civita Castellana in de provincie Viterbo. Het bisdom staat als immediatum onder rechtstreeks gezag van de Heilige Stoel.

## Geschiedenis
Het bisdom werd in 990 opgericht door paus Johannes XV en was vanaf het begin direct verantwoording schuldig aan de Heilige Stoel. Op 5 oktober 1473 werd het samengevoegd met het bisdom Orte. Op 20 december 1805 werd het bisdom Gallese aan het bisdom Civita Castellana en Orte toegevoegd. Op 11 februari 1986 werd het bisdom Nepi en Sutri aan het bisdom Civita Castellana, Orte en Gallese toegevoegd.
Op 16 februari 1991 werd de naam van het bisdom Civita Castellana, Orte, Gallese, Nepi en Sutri veranderd in bisdom Civita Castellana.

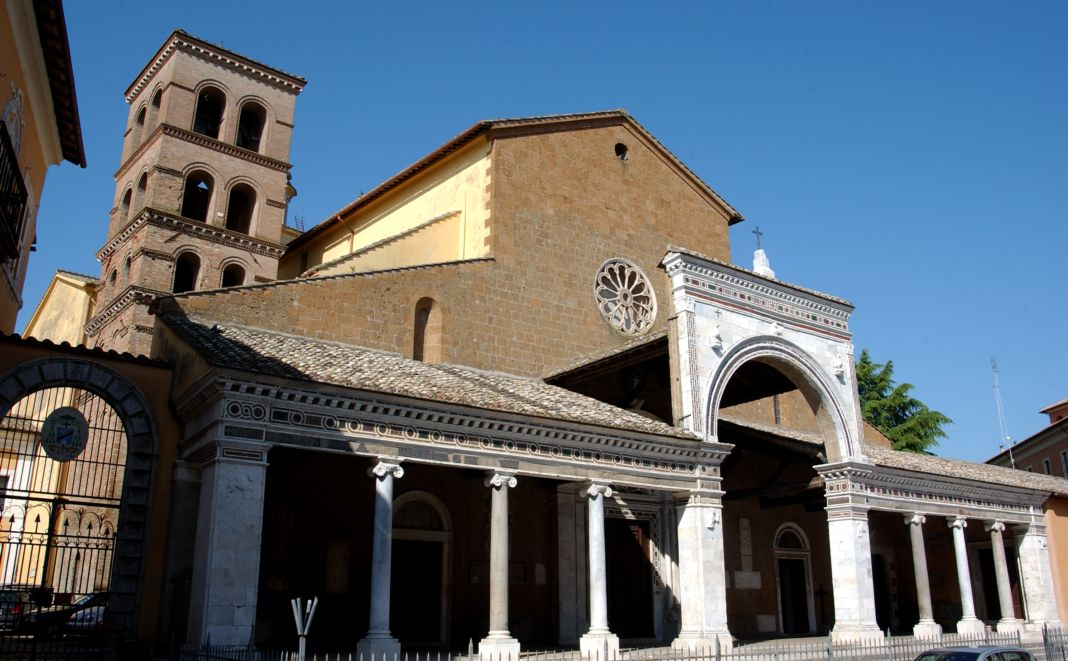
Kathedraal van Civita Castellana
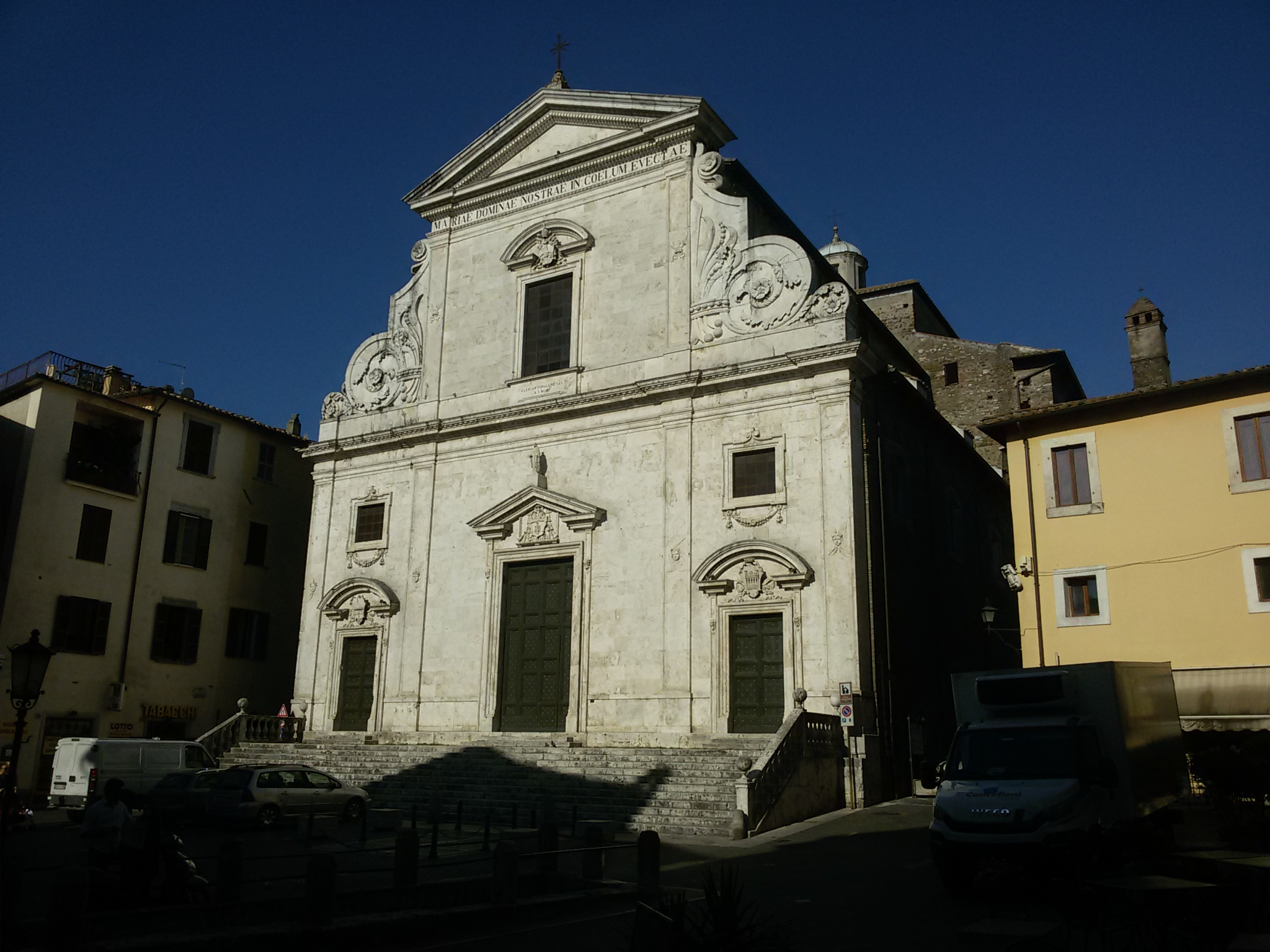
Cokathedraal van Orte
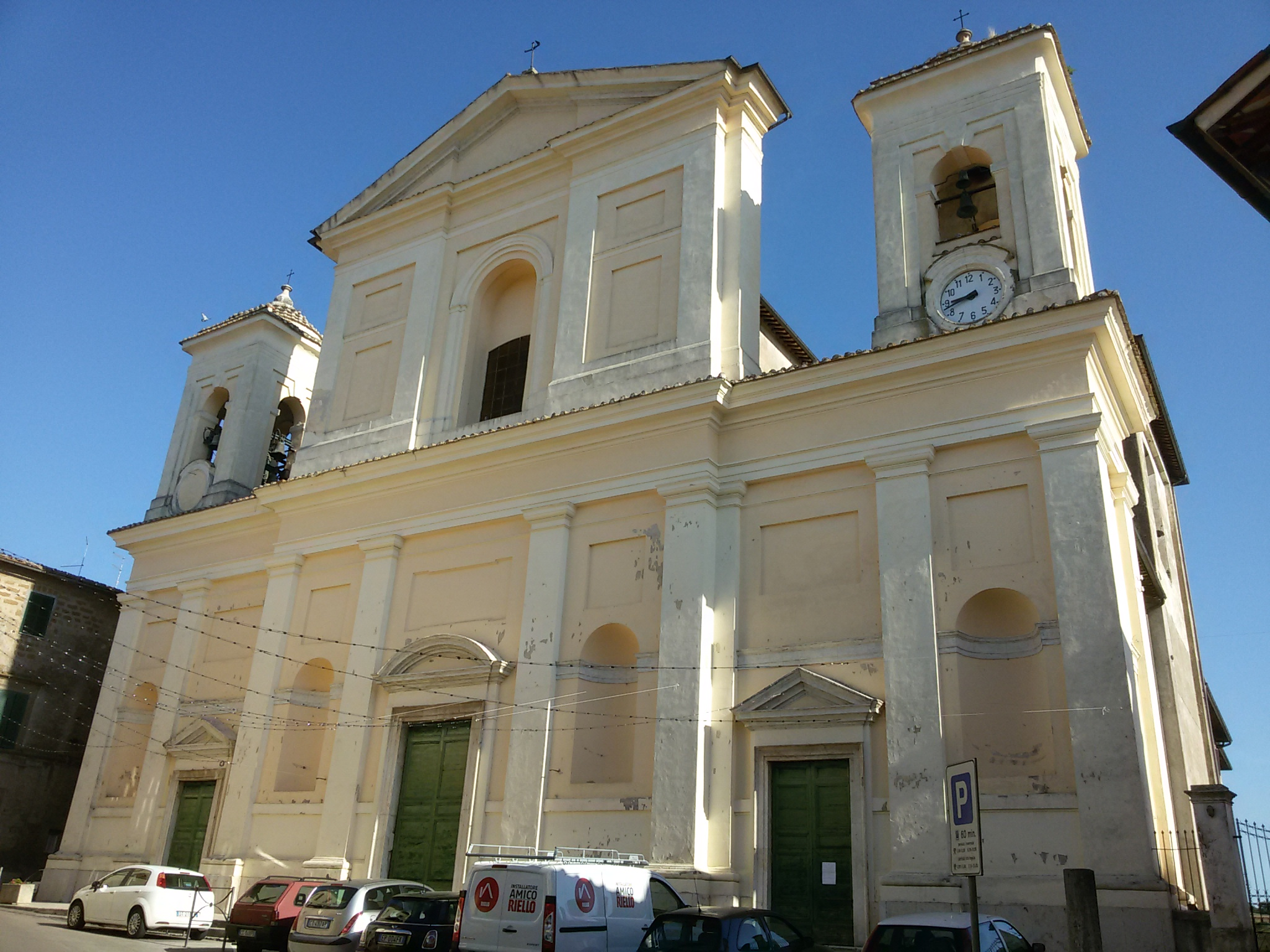
Cokathedraal van Gallese
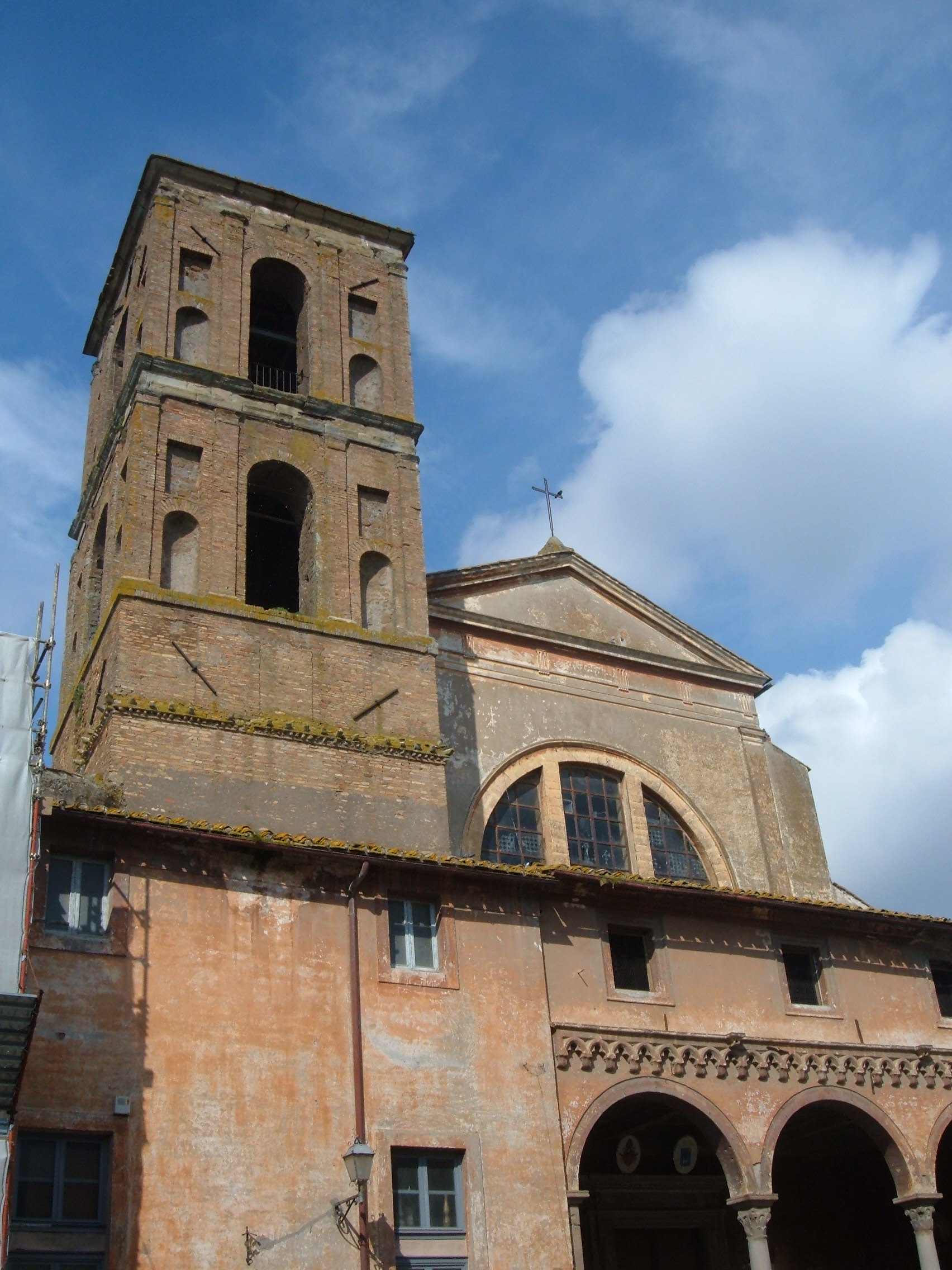
Cokathedraal van Nepi
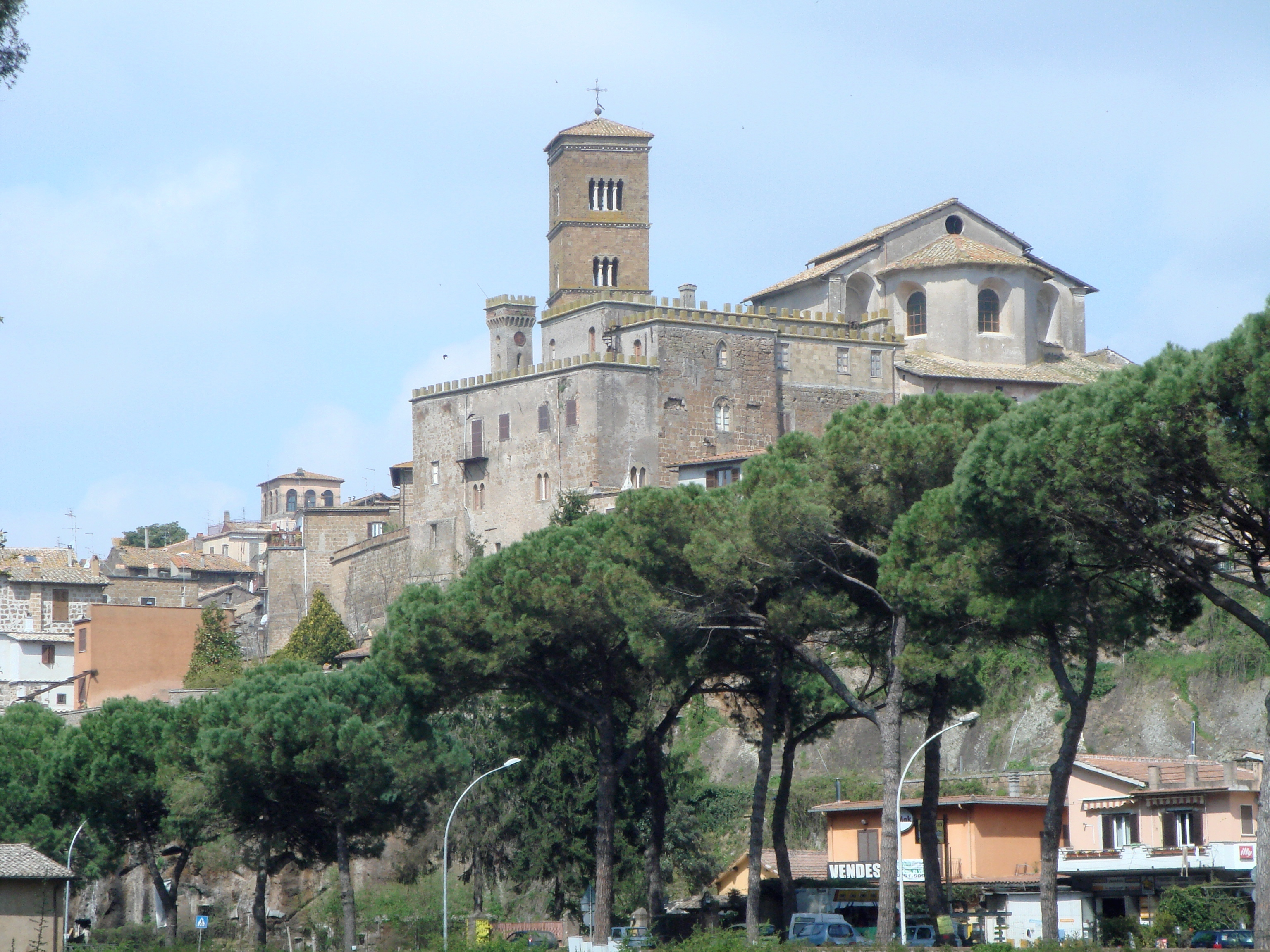
Cokathedraal van Sutri